# Milwaukee Bucks 1995-1996
La stagione 1995-96 dei Milwaukee Bucks fu la 28ª nella NBA per la franchigia.
I Milwaukee Bucks arrivarono settimi nella Central Division della Eastern Conference con un record di 25-57, non qualificandosi per i play-off.

## Roster
| N° | Naz.                   | Ruolo | Sportivo        | Anno | Alt. | Peso |
| -- | ---------------------- | ----- | --------------- | ---- | ---- | ---- |
| 00 | Stati Uniti (bandiera) | C     | Kevin Duckworth | 1964 | 213  | 125  |
| 3  | Stati Uniti (bandiera) | G     | Shawn Respert   | 1972 | 185  | 88   |
| 5  | Stati Uniti (bandiera) | G     | Eric Murdock    | 1968 | 185  | 86   |
| 7  | Stati Uniti (bandiera) | C     | Benoit Benjamin | 1964 | 213  | 113  |
| 10 | Stati Uniti (bandiera) | GA    | Todd Day        | 1970 | 198  | 85   |
| 11 | Stati Uniti (bandiera) | G     | Lee Mayberry    | 1970 | 185  | 78   |
| 13 | Stati Uniti (bandiera) | A     | Glenn Robinson  | 1973 | 201  | 102  |
| 20 | Stati Uniti (bandiera) | G     | Sherman Douglas | 1966 | 183  | 82   |
| 22 | Stati Uniti (bandiera) | GA    | Johnny Newman   | 1963 | 201  | 86   |
| 30 | Stati Uniti (bandiera) | AC    | Marty Conlon    | 1968 | 208  | 102  |
| 31 | Stati Uniti (bandiera) | GA    | Randolph Keys   | 1966 | 201  | 88   |
| 34 | Stati Uniti (bandiera) | A     | Terry Cummings  | 1961 | 206  | 100  |
| 42 | Stati Uniti (bandiera) | A     | Vin Baker       | 1971 | 211  | 105  |
| 44 | Stati Uniti (bandiera) | GA    | Jerry Reynolds  | 1962 | 203  | 91   |
| 52 | Stati Uniti (bandiera) | C     | Eric Mobley     | 1970 | 211  | 107  |
| 53 | Stati Uniti (bandiera) | C     | Alton Lister    | 1958 | 213  | 109  |
| 54 | Stati Uniti (bandiera) | C     | Mike Peplowski  | 1970 | 208  | 122  |

## Staff tecnico
- Allenatore: Mike Dunleavy
- Vice-allenatori: Frank Hamblen, Jim Eyen, Butch Carter, Andy Enfield